# Cryptomycocolax abnormis
Cryptomycocolax abnormis ist eine Pilzart aus der Gruppe der Ständerpilze (Basidiomycota). Sie parasitiert auf anderen Pilzen (Schlauchpilzen) und ist der einzige Vertreter der Gattung Cryptomycocolax.

## Merkmale und Lebensweise
Der Pilz wächst mit Hyphen. Diese sind hyalin, dünnwandig und glatt. Ihr Durchmesser beträgt rund 3 bis 6 µm, in den Bereichen unterhalb der Enden bis 15–20 µm. Die Hyphen sind dikaryotisch, verfügen über Schnallen und sind häufig eng mit den Wirtszellen verbunden. 
Zur ungeschlechtlichen Vermehrung werden häufig Chlamydosporen gebildet. Diese haben eine ellipsoide Form, sind dickwandig, zweikernig und haben einen Durchmesser von 8 bis 15 µm. Sie entstehen aus Hyphenzellen durch Anlagerungen von Zellwandschichten an der Innenseite der Zelle. Meist werden sie einzeln gebildet, seltener paarig oder zu mehreren. Bei der Keimung bilden sie Hyphen.

### Septalporen
Die Septalporen zwischen den einzelnen Hyphenzellen sind einfach und haben einen Durchmesser von 60 bis 80 nm und gerundete Ränder. Im Cytoplasma in ihrer Nähe ist frei von Ribosomen, es kommen jedoch zwei Arten von Vesikeln, die von einer Membran umgeben sind: sogenannte Woronin-Körper mit einem Durchmesser von 120 bis 180 nm und halbtransparentem Inhalt, sowie ellipsoide Microbodys mit granulärem Inhalt und einer Größe von 160 × 300 nm. Jeder Microbody enthält einen kugeligen Körper von 60 bis 120 nm Durchmesser, dessen innere Struktur ähnlich den Woroninkörpern ist. Woronin-Körper sind häufig, während Microbodys in reifen Hyphen eher selten sind. Junge Septalporen sind offen, ältere sind durch zwei Membranen verschlossen. Woronin-Körper kommen fast ausschließlich bei den Schlauchpilzen vor, das Vorhandensein in Cryptomycocolax war der erste Nachweis in Ständerpilzen. 

### Basidien
Die Basidien werden unregelmäßig und verstreut an der Oberfläche der Wirts-Sklerotien gebildet. Das junge Basidium (Probasidium) hat einen diploiden Kern und eine große basale Vakuole. Die Form der Probasidie ist zunächst fast kugelig, verlängert sich jedoch und bilden einen sporenähnlichen endständigen Auswuchs. Die erste Teilung der Meiose findet hier statt, der Spindelapparat liegt parallel zu Längsachse des Probasidiums. Ein Interphase I-Kern gelangt in den apikalen Bereich des Probasidiums, dieser gliedert sich durch eine Querwand ab. Die zweite meiotische Teilung findet in der apikalen und in der basalen Zelle statt. Die apikale Zelle wird daraufhin abgestoßen. Die basale Zelle ist 50 bis 100 µm lang und 10 bis 20 µm im Durchmesser. Sie bildet eine unterschiedlich hohe Anzahl von sitzenden Sporen. Dies geschieht nacheinander an der Spitze der Zelle. Reife Basidiosporen werden durch eine Querwand (Septum) abgetrennt, das Basidium wird zu diesem Zeitpunkt vakuolenreich. Die Basidiosporen sind in der Regel annähernd zylindrisch, 15 bis 25 µm lang, 6 bis 9 µm im Durchmesser, hyalin, dünnwandig, glatt, nicht amyloid und enthalten ein oder zwei Kerne. Die Keimung der Sporen erfolgt durch hefenartige Knospung oder mit Schnallen-Hyphen.

### Meiose und Spindelpolkörper
Die Spindelpolkörper (SPBs, entsprechen funktionell den Centrosomen) sind groß, scheibenförmig und während der Kernteilung in eine Pore der Kernhülle eingebettet. Sie teilen sich durch Spaltung. Diese Art der SPBs kommt ansonsten vor allem bei den Schlauchpilzen vor.
Der Nucleolus ist zu Beginn der Meiose in der Nähe der Spindel vorhanden, löst sich jedoch während der Anaphase I bis Telophase I auf. Er tritt erst wieder in der Interphase I wieder auf.
Die Kernhülle bleibt während der Meiose erhalten, lediglich die Spindelpolkörper durchdringen die Kernhülle. 

### Wirt-Parasit-Beziehungen
Cryptomycocolax wurde auf einem nicht näher bestimmten Schlauchpilz entdeckt, der wiederum auf abgestorbenen Stängeln von Cirsium subcoriaceum wuchs. Gefunden wurde die Art auf einer Weide in der Nähe des Vulkans Irazú in Costa Rica. 
An Berührungspunkten zwischen Wirt und Parasit bilden sich weintraubenähnliche Strukturen, die sich innerhalb der Zellen des Parasiten befinden. Diese Zellen des Parasiten bilden spezielle Organellen, die Colacosomen. Diese befinden sich an der Innenseite der Parasiten-Zelle und haben eine kugelige bis geschnäbelte Form. Der zentrale Teil ist im Transmissionselektronenmikroskop elektronendicht, hat einen Durchmesser von 0,3 bis 0,4 µm und ist von einer elektronentransparenten, unstrukturierten Hülle von rund 0,05 µm Dicke umgeben, die wiederum von einem Plasmalemma umschlossen ist. Häufig befindet sich um diese Struktur noch eine dünne Zellwand. Es gibt bei Cryptomycocolax zwei Arten von Colacosomen:
- Colacosomen mit elektronendichtem Zentrum, der von einem Plasmalemma umgeben ist. Manchmal werden Ausstülpungen durch die Zellwand des Parasiten in die des Wirtes gebildet. Dieser Typ kommt vor allem in Bereichen vor, die keine traubenförmigen Strukturen bilden.
- Colacosomen mit einem stärker elektronendichtem Zentrum durchdringen die beiden Zellwände (Parasit und Wirt) mit einer 7 bis 14 nm breiten Pore. Der zentrale Kern ist von einem Plasmalemma umgeben, das durch die Pore hindurch mit dem Plasmalemma des Wirtes verbunden ist. Das Colacosom ist noch von einer dünnen Zellwand umgeben. Dieser Typ kommt vorwiegend entlang der Einstülpungen der Wirtszellen in die Parasitenzelle vor. In diesen Einstülpungen besitzt die Wirtszelle keine Zellwand, die Zellwand des Parasiten ist durch die Poren der Colacosomen perforiert. In den frühen Stadien dieser Traubenbildung befinden sich in der Traubenstruktur der Wirtszelle gut ausgebildete cytoplasmatische Strukturen wie Ribosomen und Mitochondrien. Später degenerieren diese Strukturen, der Zellinhalt wird homogen und eher elektronendicht. Diese Degeneration kann sich auch in den Bereich der Wirtszelle außerhalb der Traube erstrecken.

## Systematik
Cryptomycocolax abnormis ist die einzige beschriebene Art der Gattung Cryptomycocolax. Sie ist zusammen mit Colacosiphon filiformis der einzige Vertreter der Klasse Cryptomycocolacomycetes.
Der Name Cryptomycocolax wurde aus dem Griechischen gebildet und bedeutet versteckter Pilzparasit.

## Belege
- Franz Oberwinkler, Robert Bauer: Cryptomycocolax: A new Mycoparasitic Heterobasidiomycete. Mycologia, Band 82, 1990, S. 671–692.

- M.C. Aime et al.: An overview of the higher level classification of Pucciniomycotina based on combined analyses of nuclear large and small subunit rDNA sequences. Mycologia, Band 98, 2006, S. 896–905.
- Robert Bauer, Dominik Begerow, José Paulo Sampaio, Michael Weiß, Franz Oberwinkler: The simple-septate basidiomycetes: a synopsis. Mycological Progress, Band 5, 2006, S. 41–66, ISSN 1617-416X, doi:10.1007/s11557-006-0502-0.